# État fédéral
 (juillet 2025).
Si vous disposez d'ouvrages ou d'articles de référence ou si vous connaissez des sites web de qualité traitant du thème abordé ici, merci de compléter l'article en donnant les références utiles à sa vérifiabilité et en les liant à la section « Notes et références ».

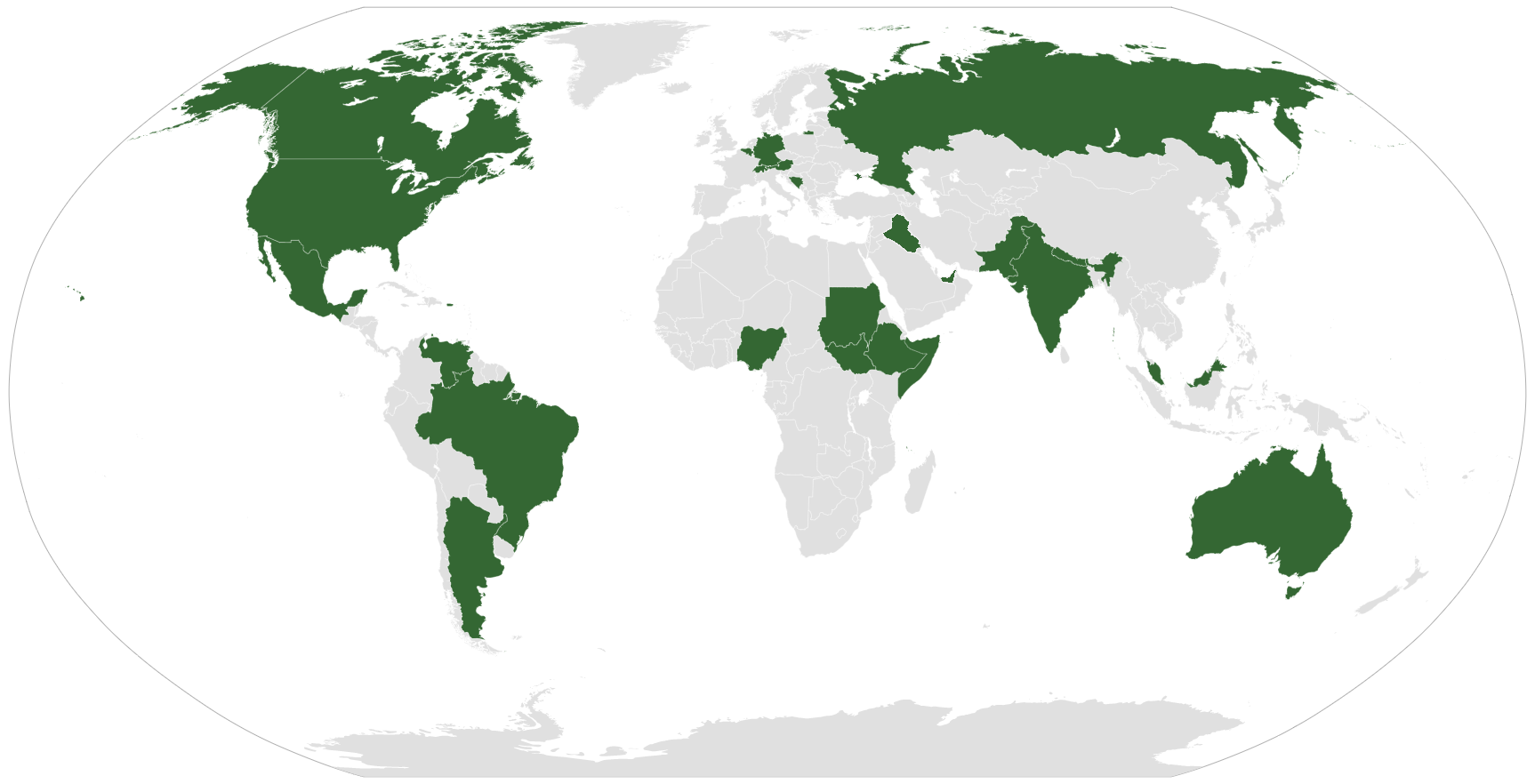
Les États fédéraux dans le monde.

Un État fédéral ou fédération est un État habituellement souverain, composé de plusieurs entités nommées États fédérés dotées de leur propre gouvernement, de lois propres (y compris en matière fiscale), et parfois même de leur propre armée. En général, ces entités ont un statut garanti par la Constitution, elles disposent collectivement d'une représentation auprès du gouvernement central fédéral sous la forme d'une chambre législative (les fédérations adoptent donc généralement le bicamérisme) avec une influence suffisante pour que leur statut, la constitution elle-même, ou des lois importantes ne puissent être modifiés sans leur accord, mais ne disposent généralement pas du droit de sécession. La forme de gouvernement de l'État fédéral, ou sa structure constitutionnelle, est nommée fédéralisme. C'est un ensemble d'États qui se sont unis et qui ont une certaine autonomie tout en reconnaissant une autorité supérieure commune.
Il peut être considéré comme l'opposé de l'État unitaire, bien que celui-ci dans certains cas puisse être administré par plusieurs entités administratives ayant leur propre gouvernement régional. Une fédération se distingue d'une confédération, qui est une union d'États indépendants qui, par un ou plusieurs traités, délèguent l'exercice de certaines compétences à des organes communs destinés à coordonner leur politique dans un certain nombre de domaines, sans constituer cependant un nouvel État superposé aux États membres. Les États d'une confédération conservent ainsi leur souveraineté propre.
Les fédérations peuvent être multiethniques, multiconfesionnelles, ou couvrir de vastes territoires, même si ce n'est pas nécessairement le cas. Historiquement, les fédérations sont le plus souvent nées de l'approfondissement d'une confédération, ou d'une décomposition partielle d'un état ou d'un empire unitaire (notamment l'empire colonial anglais puis l'empire britannique dans le cadre de la décolonisation).

## Histoire
À la suite de Siegfried Brie (de),, les auteurs s'accordent pour considérer que la notion d'État fédéral apparaît pour la première fois dans l'ouvrage de Karl S. Zachariä portant sur la confédération du Rhin,. L'œuvre de Georg Waitz en donne la première formulation doctrinale,.
Au XXe siècle, la chute des empires coloniaux a entraîné la création de plusieurs fédérations postcoloniales (Inde, Pakistan, Malaisie, Nigeria, ou encore les micro-fédérations que sont les Palaos, les Comores, la Micronésie et Saint-Christophe-et-Niévès).

## Fédérations et autres formes d'État
Dans une fédération, les États la composant sont considérés dans une certaine mesure comme souverains, puisque certains pouvoirs leur sont réservés, et ne peuvent pas être exercés par le gouvernement central. Cependant, une fédération est plus qu'une pure alliance d'États indépendants. Les États composants d'une fédération ne possèdent généralement aucun pouvoir concernant la politique étrangère, et n'ont pas le statut d'États indépendants au sens du droit international.
Certaines fédérations sont dites asymétriques car certains États ont plus d'autonomie que d'autres. Un exemple d'une telle fédération est la Malaisie, composée de treize États, dans laquelle Sarawak et Sabah sont entrés dans la fédération en des conditions générales différentes des États de Malaisie péninsulaire.
Une fédération émerge souvent d'un accord initial entre un nombre d'États séparés. Le but peut être la volonté de résoudre des problèmes réciproques ou prévoir une défense réciproque, ou créer un État-nation. Cependant, comme l'histoire des pays et des nations varie, le système de fédéralisme d'un État peut-être assez différent de ces modèles. L'Australie, par exemple, est née du vote démocratique des citoyens de chaque État qui ont voté « oui » aux référendums et ont adopté ainsi la constitution de l'Australie.

### État unitaire
Dans certains cas, les limites entre État fédéral et État unitaire sont plus floues. En effet, on trouve bien souvent des États unitaires qui possèdent des subdivisions territoriales, administratives qui se gèrent elles-mêmes.
Cependant la différence entre une fédération et ce type d'État unitaire est que ce dernier accorde l'autonomie à ses territoires selon son bon vouloir, et peut la révoquer quand bon lui semble, de manière unilatérale.
Alors qu'il est courant pour un État fédéral de naître d'un accord entre d'anciens États indépendants, les régions possédant un régime autonome sont souvent créées par un mécanisme de dévolution, avec l'acceptation de l'État unitaire d'accorder de l'autonomie à une partie de son territoire qui lui était jusqu'alors entièrement subordonnée.
Il est courant de dire que par essence dans un État unitaire, sans regarder l'état actuel de toutes ses composantes, l'ensemble de son territoire constitue une entité unique et souveraine ou État-nation, et que par conséquent son gouvernement central exerce sa souveraineté sur l'ensemble de son territoire. À l'inverse, dans une fédération d'États, la souveraineté est souvent considérée comme résidant théoriquement dans les États composants, ou comme étant partagée entre ces États et le gouvernement central.

### Le fédéralisme en Belgique: un cas d'espèce
L'instauration du fédéralisme en Belgique date de la modification de la Constitution du 8 mai 1993. Auparavant, l'État belge était officiellement unitaire bien qu'une décentralisation progressive se soit accentuée tout au long du XXe siècle. Le fédéralisme belge est caractérisé par le fait que deux sortes d'entités fédérées exercent concomitamment leurs compétences sur un même territoire : les Régions et les Communautés. Ainsi, par exemple, la Région wallonne comprend l'ensemble de la Communauté germanophone et une partie de la Communauté française. La Communauté française exerce ses compétences sur une partie de la Région wallonne et sur la Région de Bruxelles-Capitale. Les entités fédérées disposent d'une large autonomie qui se prolonge sur le plan international quasiment sans restriction ni veto possibles, avec une application stricte des principes de l'équipollence des normes et de la compétence exclusive. L'Autorité fédérale dispose, nonobstant l'article 35 de la Constitution, des compétences résiduaires.

## Liste des États fédéraux dans le monde

### États fédéraux contemporains
| Année de création | Fédérations                 | Unités fédérées/majeures | Unités fédérales/mineures |
| ----------------- | --------------------------- | --- | --- |
| 1949              | Allemagne                   | 16 Länder : Bade-Wurtemberg Basse-Saxe Bavière Berlin Brandebourg Brême Hambourg Hesse Mecklembourg-Poméranie-Occidentale Rhénanie-du-Nord-Westphalie Rhénanie-Palatinat Sarre Saxe Saxe-Anhalt Schleswig-Holstein Thuringe | |
| 1853              | Argentine                   | 23 Provinces : Buenos Aires Catamarca Chaco Chubut Córdoba Corrientes Entre Ríos Formosa Jujuy La Pampa La Rioja Mendoza Misiones Neuquén Río Negro Salta San Juan San Luis Santa Cruz Santa Fe Santiago del Estero Terre de Feu, Antarctique et Îles de l'Atlantique Sud Tucumán | 1 capitale fédérale : Ville autonome de Buenos Aires |
| 1901              | Australie                   | 6 États : Australie-Méridionale Australie-Occidentale Nouvelle-Galles du Sud Queensland Tasmanie Victoria | 3 territoires intérieurs : Territoire de la capitale australienne Territoire de la baie de Jervis Territoire du Nord 6 territoires extérieurs : Île Christmas Îles Cocos Îles Ashmore-et-Cartier Îles de la Mer de Corail Îles Heard-et-MacDonald Territoire antarctique australien 1 territoire associé autonome : Île Norfolk                                               |
| 1920              | Autriche                    | 9 Bundesländer : Basse-Autriche Burgenland Carinthie Haute-Autriche Salzbourg Styrie Tyrol Vienne Vorarlberg | |
| 1970              | Belgique                    | 3 Communautés : Communauté française Communauté flamande Communauté germanophone 3 Régions : Région wallonne Région flamande Région de Bruxelles-Capitale | 3 Commissions communautaires de la région de Bruxelles-Capitale : Commission communautaire française Commission communautaire flamande Commission communautaire commune |
| 1995              | Bosnie-Herzégovine          | 2 entités : Fédération de Bosnie-et-Herzégovine République serbe de Bosnie | 1 district : District de Brčko |
| 1889              | Brésil                      | 26 États : Acre Alagoas Amapá Amazonas Bahia Ceará Espírito Santo Goiás Maranhão Mato Grosso Mato Grosso do Sul Minas Gerais Pará Paraíba Paraná Pernambouc Piauí Rio de Janeiro Rio Grande do Norte Rio Grande do Sul Rondônia Roraima Santa Catarina São Paulo Sergipe Tocantins | 1 district fédéral : District Fédéral |
| 1867              | Canada                      | 10 Provinces : Alberta Colombie-Britannique Île-du-Prince-Édouard Manitoba Nouveau-Brunswick Nouvelle-Écosse Ontario Québec Saskatchewan Terre-Neuve-et-Labrador | 3 territoires : Nunavut Territoires du Nord-Ouest Yukon |
| 1975              | Comores                     | 3 Îles : Grande Comore Anjouan Mohéli | |
| 1971              | Émirats arabes unis         | 7 Émirats : Abou Dabi Ajman Charjah Dubaï Fujaïrah Oumm al-Qaïwaïn Ras el-Khaïmah | |
| 1776              | États-Unis                  | 50 États : Alabama Alaska Arizona Arkansas Californie Caroline du Nord Caroline du Sud Colorado Connecticut Dakota du Nord Dakota du Sud Delaware Floride Géorgie Hawaï Idaho Illinois Indiana Iowa Kansas Kentucky Louisiane Maine Maryland Massachusetts Michigan Minnesota Mississippi Missouri Montana Nebraska Nevada New Hampshire New Jersey Nouveau-Mexique New York Ohio Oklahoma Oregon Pennsylvanie Rhode Island Tennessee Texas Utah Vermont Virginie Virginie-Occidentale Washington Wisconsin Wyoming | 1 district fédéral : Washington D.C. 4 Territoires non-incorporés et organisés : Guam Îles Mariannes du Nord Porto Rico Îles Vierges des États-Unis 9 Territoires non-incorporés et non-organisés : Île Baker Île Howland Île Jarvis Atoll Johnston Récif Kingman Îles Midway Île de la Navasse Samoa américaines Wake 1 Territoire incorporé et non-organisé : Atoll Palmyra |
| 1995              | Éthiopie                    | 10 Régions : Afar Amhara Benishangul-Gumaz Gambela Région Harar Oromia Sidama Somali Région des nations, nationalités et peuples du Sud Tigré | 2 villes-régions : Addis-Abeba Dire Dawa |
| 1950              | Inde                        | 29 États : Andhra Pradesh Arunachal Pradesh Assam Bengale-Occidental Bihar Chhattisgarh Goa Gujarat Haryana Himachal Pradesh Jharkhand Karnataka Kerala Madhya Pradesh Maharashtra Manipur Meghalaya Mizoram Nagaland Odisha Pendjab Rajasthan Sikkim Tamil Nadu Telangana Tripura Uttar Pradesh Uttarakhand | 7 territoires : Chandigarh Dadra et Nagar Haveli Daman et Diu Delhi Îles Andaman-et-Nicobar Jammu-et-Cachemire Lakshadweep Pondichéry |
| 2005              | Irak                        | 19 gouvernorats : Al-Anbar Al-Basra Al-Muthanna Al-Qadisiyya An-Najaf As-Sulaymaniya Babil Bagdad Dahuk Dhi Qar Diyala Erbil Halabja Karbala Kirkouk Maysan Ninive Salah ad-Din Wasit | |
| 1963              | Malaisie                    | 13 États : Johor Kedah Kelantan Pahang Perak Selangor Terengganu Negeri Sembilan Perlis Malacca Penang Sabah Sarawak | 3 territoires fédéraux : Putrajaya, capitale administrative de la Fédération Kuala Lumpur, capitale législative de la Fédération Labuan, ancienne partie de l'état de Sabah |
| 1824              | Mexique                     | 31 États : Aguascalientes Basse-Californie Basse-Californie-du-Sud Campeche Chiapas Chihuahua Coahuila Colima Durango Guanajuato Guerrero Hidalgo Jalisco Mexico Michoacán Morelos Nayarit Nuevo León Oaxaca Puebla Querétaro Quintana Roo San Luis Potosí Sinaloa Sonora Tabasco Tamaulipas Tlaxcala Veracruz Yucatán Zacatecas | 1 entité fédérale sui generis: Mexico |
| 1979              | États fédérés de Micronésie | 4 États : Chuuk Kosrae Pohnpei Yap | |
| 2008              | Népal                       | 7 provinces : Koshi Madhesh Bagmati Gandaki Karnali Lumbini Sudurpashchim | |
| 1963              | Nigeria                     | 36 états : Abia Adamawa Akwa Ibom Anambra Bauchi Bayelsa Benue Borno Cross River Delta Ebonyi Edo Ekiti Enugu Gomber Imo Jigawa Kaduna Kano Katsina Kebbi Kogi Kwara Lagos Nassarawa Niger Ogun Ondo Osun Oyo Plateau Rivers Sokoto Taraba Yobe Zamfara | 1 territoire : Territoire de la capitale fédérale |
| 1956              | Pakistan                    | 4 provinces : Baloutchistan Khyber Pakhtunkhwa Pendjab Sind | 3 territoires fédéraux : Azad Cachemire Gilgit-Baltistan Territoire fédéral d'Islamabad |
| 1991              | Russie                      | 22 républiques : Adyguée République de l'Altaï Bachkirie Bouriatie Daghestan Ingouchie Kabardino-Balkarie Kalmoukie Karatchaïévo-Tcherkessie Carélie République des Komis République des Maris Mordovie Sakha Ossétie-du-Nord-Alanie Tatarstan Touva Oudmourtie Khakassie Tchétchénie Tchouvachie République de Crimée 9 Kraïs : Kraï de l'Altaï Kraï du Kamtchatka Kraï de Khabarovsk Kraï de Krasnodar Kraï de Krasnoïarsk Kraï de Perm Kraï du Primorié Kraï de Stavropol Kraï de Transbaïkalie 46 Oblasts : Oblast de l'Amour Oblast d'Arkhangelsk Oblast d'Astrakhan Oblast de Belgorod Oblast de Briansk Oblast de Tcheliabinsk Oblast d'Irkoutsk Oblast d'Ivanovo Oblast de Kaliningrad Oblast de Kalouga Oblast de Kemerovo-Kouzbass Oblast de Kirov Oblast de Kostroma Oblast de Kourgan Oblast de Koursk Oblast de Léningrad Oblast de Lipetsk Oblast de Magadan Oblast de Moscou Oblast de Mourmansk Oblast de Nijni Novgorod Oblast de Novgorod Oblast de Novossibirsk Oblast d'Omsk Oblast d'Orenbourg Oblast d'Orel Oblast de Penza Oblast de Pskov Oblast de Rostov Oblast de Riazan Oblast de Sakhaline Oblast de Samara Oblast de Saratov Oblast de Smolensk Oblast de Sverdlovsk Oblast de Tambov Oblast de Tomsk Oblast de Tver Oblast de Toula Oblast de Tioumen Oblast d'Oulianovsk Oblast de Vladimir Oblast de Volgograd Oblast de Vologda Oblast de Voronej Oblast de Iaroslavl 3 Villes d'importance fédérale : Sébastopol Saint-Pétersbourg Moscou | 1 Oblast autonome : Oblast autonome juif 4 Districts autonomes : Tchoukotka Khantys-Mansis Nénétsie Iamalie |
| 1983              | Saint-Christophe-et-Niévès  | 1 île fédérée : Niévès | 1 île fédérale : Saint-Christophe |
| 2012              | Somalie                     | 8 États fédérés : Galmudug Hirshabelle Jubaland Khatumo Mogadiscio Pount Somalie-du-Sud-Ouest Somaliland | |
| 1956              | Soudan                      | 18 États : Al Djazirah Al Qadarif Darfour du Nord Darfour du Sud Darfour-Central Darfour-Occidental Darfour-Oriental Kassala Khartoum Kordofan-Occidental Kordofan du Nord Kordofan du Sud Mer Rouge Nil Nil Blanc Nil Bleu Nord Sannar | |
| 2011              | Soudan du Sud               | 10 États : Bahr el Ghazal du Nord Bahr el Ghazal occidental Équatoria-Central Équatoria-Occidental Équatoria-Oriental Jonglei Lacs Nil Supérieur Unité Warab | |
| 1848              | Suisse                      | 26 Cantons : Appenzell Rhodes-Extérieures Appenzell Rhodes-Intérieures Argovie Bâle-Campagne Bâle-Ville Berne Fribourg Genève Glaris Grisons Jura Lucerne Neuchâtel Obwald Nidwald Saint-Gall Schaffhouse Schwytz Soleure Tessin Thurgovie Uri Valais Vaud Zoug Zurich | |
| 1863              | Venezuela                   | 23 États : État d'Amazonas État d'Anzoátegui État d'Apure État d'Aragua État de Barinas État de Bolívar État de Carabobo État de Cojedes État de Delta Amacuro État de Falcón État de Guárico État de Lara État de Mérida État de Miranda État de Monagas État de Nueva Esparta État de Portuguesa État de Sucre État de Táchira État de Trujillo État de La Guaira État de Yaracuy État de Zulia | 1 district fédéral des dépendances fédérales |

Nota : Le Royaume-Uni est une monarchie constitutionnelle, sans constitution écrite. C'est un État unitaire avec certaines caractéristiques d'un État fédéral, depuis la mise en œuvre du programme de décentralisation de 1997 dans trois de ses quatre nations constitutives : l'Écosse, le Pays de Galles et l'Irlande du Nord. Le Danemark, la Finlande, la France, les Pays-Bas et la Nouvelle-Zélande ont également des pays constitutifs disposant d'un degré d'autonomie plus ou moins important.

### États fédéraux par titre
- République fédérale : Allemagne, Nigeria, Somalie
- République démocratique fédérale : Éthiopie, Népal
- République fédérative : Brésil
- Fédération : Russie, Saint-Christophe-et-Niévès, Malaisie
- République : Argentine, Autriche, Inde, Irak, Palaos, Soudan, Soudan du Sud
- République bolivarienne : Venezuela
- Confédération : Suisse
- Commonwealth : Australie
- États fédérés : États fédérés de Micronésie
- Royaume : Belgique
- Union : Comores
- Émirats unis : Émirats arabes unis
- États-Unis : Mexique, États-Unis d'Amérique
- Sans titre : Bosnie-et-Herzégovine, Canada

### États fédéraux disparus
- Empire Tang[11] (618-907)
- Saint-Empire romain germanique (962-1806)
- Empire inca (1197-1572)
- République des Deux Nations (1569-1795)
- Confédération Iroquois (1570-1799)
- Provinces-Unies (1579-1795)
- Confédération irlandaise (1642-1651)
- Royaume-Uni de Portugal, du Brésil et des Algarves (1816-1826)
- Provinces unies d'Amérique centrale (1823-1839)
- Confédération péruvio-bolivienne (1836-1839)
- Confédération grenadine (1858-1863)
- États-Unis de Colombie (1863-1886)
- États confédérés d'Amérique (1861-1865)
- Confédération de l'Allemagne du Nord (1867-1871)
- Autriche-Hongrie (1867-1918)
- Empire allemand (1871-1918)
- République fédérale d'Espagne (1873-1874)
- British Imperial Federation[12] (1884-1919)
- États malais fédérés (1896-1946)
- Afrique-Occidentale française (1904-1958)
- Afrique-Équatoriale française (1910-1960)
- République fédérative démocratique de Transcaucasie (1918)
- République de Weimar (1919-1933)
- Fédération syrienne (1922–1925)
- Union soviétique (1922-1991)
- République fédérative socialiste de Yougoslavie[13] (1943-1992)
- Fédération de Malaisie[14] (1948-1963)
- République des États-Unis d'Indonésie (1949-1950)
- Royaume-Uni de Libye (1951-1963)
- Fédération de l'Éthiopie et de l'Érythrée
- Fédération de Rhodésie et du Nyassaland (1953-1963)
- Fédération des Indes occidentales (1958-1962)
- Fédération du Mali (1959-1960)
- République du Congo-Léopoldville (1960-1964)
- République fédérale du Cameroun (1961-1972)
- Afrique du Sud (1961-1994)
- Fédération d'Arabie du Sud (1962-1967)
- Ouganda (1962-1967)
- Tanzanie (1964-1965)
- Tchécoslovaquie (1969-1992) : République socialiste tchécoslovaque, puis République fédérale tchèque et slovaque
- RF Yougoslavie (1992-2003)

#### XIXesiècle
- [Brie 1874] (de) Siegfried Brie, Der Bundesstaat: eine historisch-dogmatische Untersuchung [« L'État fédéral : une étude historico-dogmatique »], t. Ier : Geschichte der Lehre vom Bundesstaate [« Histoire de la théorique de l'État fédéral »], Leipzig, W. Engelmann, 1874, 1re éd., 1 vol., VII-203-[1], in-8o (21 cm) (OCLC 493139867, BNF 30161001, SUDOC 106943111, lire en ligne).
- [Le Fur 1896] Louis Le Fur, État fédéral et confédération d'États (édition commerciale de la thèse de doctorat en droit, soutenue à Paris en 1896), Paris, Marchal et Billard, 1896, 1re éd., 1 vol., XVII-839, in-8o (24 cm) (OCLC 491221739, BNF 30775433, SUDOC 122051718, lire en ligne).
- [Waitz 1862] (de) Georg Waitz, Grundzüge der Politik, nebst einzelnen Ausführungen, Kiel, E. Homann, 1862, 1re éd., 1 vol., VI-247, in-8o (OCLC 492786274, SUDOC 062789473, lire en ligne), 3e part. (« Von den Formen des Staates »), chap. 2, § 3, p. 43-45.
- [Zachariä 1804] (de) Karl S. Zachariä, « Geist der neuesten deutschen Reichsverfassung » [« L'esprit de la dernière constitution du Reich allemand »], Geschichte und Politik, vol. 1,‎ 1804, p. 34-66 (lire en ligne).
- [Zachariä 1810] (de) Karl S. Zachariä, Das Staatsrecht des Rheinischen Bundesstaates und das Rheinische Bundesrecht, erläutert in einer Reihe Abhandlungen [« Le droit public de la Confédération du Rhin et le droit fédéral rhénan »], Heidelberg, Mohr et Zimmer, 1810, 1 vol., XII-289, in-8o (OCLC 67052384, lire en ligne).

#### XXe–XXIesiècles
- [Beaud 2004] Olivier Beaud, « Aperçus sur le fédéralisme dans la doctrine publiciste française au XXe siècle », Revue d'histoire des facultés de droit et de la culture juridique, no 24,‎ 2004, p. 165-204 (lire en ligne).
- [Kley 2014] Andreas Kley, « État fédéral », dans Dictionnaire historique de la Suisse, art. no 9801 du 20 janv. 2014 (lire en ligne).
- [Maulin 2003] Éric Maulin, La théorie de l'État de Carré de Malberg (texte remanié de la thèse de doctorat en droit public, préparée sous la direction de Stéphane Rials, et soutenue à Paris-II en 1997), Paris, Presses universitaires de France, coll. « Léviathan », juin 2003, 1re éd., 1 vol., 344, 24 cm (ISBN 2-13-053607-7, EAN 9782130536079, OCLC 417187292, BNF 39006396, DOI 10.3917/puf.mauli.2003.01, SUDOC 073376191, lire en ligne), 1re part. (« La souveraineté de l'État »), chap. 1er « (L'État fédéral authentique »), p. 33-88.
- Olivier Costa, Sylvain Brouard et Thomas König, The Europeanization of domestic legislatures. The empirical implications of the Delors' Myth in nine countries, New York, Springer, 2012